# Vasca sismica Grablovitz
La vasca sismica, inventata da Giulio Grablovitz nei primi del Novecento, fu uno strumento sperimentale capace di registrare degli eventi sismici a distanza dall'epicentro. Questo permetteva di studiare il comportamento e la propagazione delle onde sismiche su notevoli distanze, aprendo lo spazio alle moderne teorie sulla propagazione e gli effetti dei sismi.
L'impianto originario, costruito nell'Osservatorio della Gran Sentinella a Casamicciola Terme, era costituito da una vasca di forma cilindrica, bitumata per prevenire le perdite, con profondità di 110 cm e diametro di 157, riempita con acqua fino ad una distanza di 10 cm dalla sommità. Galleggiava all'interno un piatto di zinco del diametro di un metro e mezzo per la registrazione delle onde sismiche. Vi erano anche delle leve amplificatrici agganciate a dei pennini per la registrazione. All'estremità opposta c'era un piccolo peso. I supporti delle leve, di diversa altezza, erano posizionati al lato ovest e al lato nord della vasca, così che le punte scriventi si trovassero sulla stessa verticale ma su due ordinate diverse. La registrazione avveniva su un tamburo ad asse verticale, azionato a motore, che compiva un giro ogni 26 ore. Il rapporto tra le leve era di 1 a 100. Lo strumento veniva chiuso da un coperchio di tavole, per prevenire l'evaporazione e le interferenze.
Grablovitz successivamente costruì oltre a quella di Casamicciola, altre due vasche sismiche nella vicina città di Ischia. Grazie all'aiuto della sua invenzione poté compiere importanti studi sugli effetti acustici delle esplosioni vesuviane. I suoi apparecchi per la registrazione sismica furono premiati con medaglia d'oro all'Esposizione di Milano del 1906.